# Coux (Ardèche)
 Coux  es una población y comuna francesa, ubicada en la región de Ródano-Alpes, departamento de Ardèche, en el distrito de Privas y cantón de Privas.

## Demografía
| 832 | 806 | 953 | 1418 | 1501 | 1464 |
| Para los censos de 1962 a 1999 la población legal corresponde a la población sin duplicidades (Fuente: INSEE [Consultar]) |     |     |      |      |      |